# Microlaemus strigiceps
Microlaemus strigiceps is een keversoort uit de familie dwergschorskevers (Laemophloeidae). De wetenschappelijke naam van de soort werd in 1910 gepubliceerd door Arthur Mills Lea.